# Harmothoe variegata
Harmothoe variegata är en ringmaskart som beskrevs av Treadwell 1917. Harmothoe variegata ingår i släktet Harmothoe och familjen Polynoidae. Inga underarter finns listade i Catalogue of Life.